# Казе Цаната (Тревизо)
Казе Цаната је насеље у Италији у округу Тревизо, региону Венето.
Према процени из 2011. у насељу је живело 71 становника. Насеље се налази на надморској висини од 11 м.